# Diogmites nigritarsis
Diogmites nigritarsis là một loài ruồi trong họ Asilidae. Diogmites nigritarsis được Macquart miêu tả năm 1846. Loài này phân bố ở vùng Tân nhiệt đới.